# اللغة النيوارية
لغة النيوار (وتعرف أيضًا بأسماء نيبال بهاسا ونيواه بهايي ونيواري هي إحدى اللغات الرئيسية في نيبال، ويتكلم بها أيضًا بعض سكان الهند، وخاصة في ولاية سيكيم (التي تعد اللغة النيوارية فيها واحدة من 11 لغة رسمية).
تعد اللغة النيوارية هي اللغة الأم لحوالي 3% من سكان نيبال، ويتحدث بها بشكل أساسي النيوار (الذين يقطن أغلبهم مدن وادي كتمندو). وتصطبغ لغة النيوار بتأثيرات هندو-آرية، رغم تصنيفها لغويًا ضمن مجموعة اللغات الصينية التبتية.
على الرغم من أن "Nepal Bhasa" تعني حرفياً «اللغة النيبالية»، إلا أن اللغة ليست هي اللغة النيبالية (Devanāgarī: नेपाली)، اللغة الرسمية الحالية للبلاد.  تنتمي اللغتان إلى عائلات لغوية مختلفة (الصينية التبتية والهندو أوروبية، على التوالي)، لكن قرونًا من الاتصال نتج عنها مجموعة كبيرة من المفردات المشتركة.  كلتا اللغتين لهما وضع رسمي في مدينة كاتماندو الحضرية.
كانت لغة النوار لغة إدارية في نيبال من القرن الرابع عشر إلى أواخر القرن الثامن عشر.  من أوائل القرن العشرين حتى التحول الديمقراطي، عانى نوار من القمع الرسمي.  من عام 1952 إلى عام 1991، انخفضت نسبة المتحدثين بالنيوار في وادي كاتماندو من 75٪ إلى 44٪ واليوم تتعرض ثقافة ولغة نيوار للتهديد.  تم إدراج اللغة على أنها «معرضة للخطر بالتأكيد» من قبل اليونسكو.